# Алфлен
Алфлен (њем. Alflen) општина је у њемачкој савезној држави Рајна-Палатинат. Једно је од 92 општинска средишта округа Кохем-Цел. Према процјени из 2010. у општини је живјело 826 становника. Посједује регионалну шифру (AGS) 7135002.

## Географија
Алфлен се налази у савезној држави Рајна-Палатинат у округу Кохем-Цел. Општина се налази на надморској висини од 435 метара. Површина општине износи 13,4 km².

## Становништво
У самом мјесту је, према процјени из 2010. године, живјело 826 становника. Просјечна густина становништва износи 62 становника/km².